# 김진만 (축구 선수)
김진만(한국 한자: 金眞萬, 1990년 5월 3일 ~ )은 대한민국의 전 축구 선수이며, 포지션은 수비수였다.